# ويليام كيوريليك
وليام كوريليك(3 مارس 1927 - 3 نوفمبر 1977) كان فنانًا وكاتبًا كنديًا. تأثر عمله بطفولته في البراري، وأصوله التي تعود لأوكرانيا، وصراعه مع الأمرض العقلية، ومن ثم تحوله إلى الكاثوليكية الرومانية.